# Калиниха (міське поселення Воскресенське)
Калиниха (рос. Калиниха) — селище в Воскресенському районі Нижньогородської області Російської Федерації.
Населення становить 1429 осіб. Входить до складу муніципального утворення робітниче селище Воскресенське.

## Історія
Від 2009 року входить до складу муніципального утворення робітниче селище Воскресенське.

## Населення
| 1999 | 2002  | 2010  |
| ---- | ----- | ----- |
| 1441 | ↘1432 | ↘1429 |